# Alexander Cifuentes
Alexander Cifuentes (San Carlos Sija, Quetzaltenango, Guatemala; 22 de enero de 1990) es un jugador de fútbol que actualmente juega en el Deportivo Xinabajul de la Liga Nacional de Guatemala.

## Trayectoria

### Xelajú
Es un jugador que juega en la posición de defensa central o lateral, su altura lo caracteriza mucho en el campo, juega en el Xelajú Mario Camposeco desde temprana edad, sus características defensivas le han favorecido mucho a este defensa, sus condiciones le han valido para ser titular en el cuadro de los chivos, y que haya sido ascendido de fuerzas básicas del club chivo, al equipo mayor y también ser uno de los jugadores tomados en cuenta para ser convocado a Micro Ciclos de Selección Nacional de Guatemala.
En el 2011, sale campeón de copa con la escuadra del de la mano del profesor Carlos Daniel Jurado, fue uno de los titulares indiscutibles en el club, y es donde se muestra sus condiciones para ser ascendido al equipo mayor por el profesor Carlos Jurado. En el 2012 con la llegada del Profesor Hernan Medford, sale campeón de Liga con el Xelajú Mario Camposeco en un partido contra CSD Municipal en donde da uno de sus mejores partidos.

## Clubes
| Club                   | País      | Año       |
| ---------------------- | --------- | --------- |
| Xelaju Mario Camposeco | Guatemala | 2011-2017 |
| Antigua GFC            | Guatemala | 2017-2019 |
| C. D. Cobán Imperial   | Guatemala | 2019-2020 |
| Iztapa                 | Guatemala | 2021      |
| Xelajú M. C.           | Guatemala | 2021-2022 |
| Deportivo Xinabajul    | Guatemala | 2022-     |

## Palmarés

### Campeonatos nacionales
| Título            | Club                   | País      | Año  |
| ----------------- | ---------------------- | --------- | ---- |
| Copa de Guatemala | Xelajú Mario Camposeco | Guatemala | 2011 |
| Torneo Clausura   | Xelajú Mario Camposeco | Guatemala | 2012 |
| Torneo Apertura   | Antigua GFC            | Guatemala | 2017 |